# NK BSK Brdovec
Nogometni klub Brdovečki sportski klub Brdovec hrvatski je nogometni klub iz mjesta Brdovec. Trenutačno se natječe u 1. zagrebačkoj županijskoj ligi – Zapad.
Od 1946. do 25. siječnja 1958. zvao se Srp.

## Vanjske poveznice
- Profil, HNS Semafor